# Demigod (album)
Albums de Behemoth
Zos Kia Cultus (Here and Beyond)
(2002) Demonica
(2006)
Demigod est le septième album studio du groupe de Black metal polonais Behemoth. L'album est sorti en juillet 2004 sous le label Century Media Records.
Le titre "XUL" inclut un solo de guitare de Karl Sanders du groupe Nile.

## Ventes de l'album
| Pays    | Meilleure position |
| ------- | ------------------ |
| Pologne | 15                 |

## Musiciens
- Adam "Nergal" Darski - chants, guitare,
- Tomasz "Orion" Wróblewski - basse
- Zbigniew Robert "Inferno" Promiński - batterie
- Patryk Dominik "Seth" Sztyber - guitare de session, voix additionnelles
- Karl Sanders (guest appearance) - solo de guitare sur le titre "XUL"

## Liste des morceaux
| No  | Titre                                | Durée |
| --- | ------------------------------------ | ----- |
| 1.  | Sculpting the Throne ov Seth         | 4:41  |
| 2.  | Demigod                              | 3:31  |
| 3.  | Conquer All                          | 3:29  |
| 4.  | The Nephilim Rising                  | 4:20  |
| 5.  | Towards Babylon                      | 3:21  |
| 6.  | Before the Æons Came                 | 2:58  |
| 7.  | Mysterium Coniunctionis (Hermanubis) | 3:40  |
| 8.  | XUL                                  | 3:11  |
| 9.  | Slaves Shall Serve                   | 3:04  |
| 10. | The Reign ov Shemsu-Hor              | 8:26  |